# Alicia Puleo
Alicia Helda Puleo García (Buenos Aires, 30 de novembro de 1952) é uma filósofa feminista nascida na Argentina e residente na Espanha. Ela é conhecida pelo desenvolvimento do pensamento ecofeminista. Entre suas principais publicações está Ecofeminismo para otro mundo posible (Ecofeminismo para Outro Mundo Possível; 2011).

## Biografia
Alicia Puleo é doutorada em Filosofia pela Universidade Complutense de Madrid e é Profesora Titular (professora associada) de Filosofia Moral e Política na Universidade de Valladolid.
É membro do Conselho da Cátedra de Estudos de Gênero desta última universidade e do Conselho do Instituto de Investigações Feministas da Universidade Complutense. (em espanhol: Instituto de Investigaciones Feministas).
Dirigiu a Cátedra de Estudos de Gênero na Universidade de Valhadolide durante uma década (2000-2010) e coordenou vários seminários no Instituto de Investigaciones Feministas, incluindo o Discurso sobre la sexualidad y crítica feminista (Discurso sobre Sexualidade Feminista e Crítica) e Feminismo y ecología (Feminismo e Ecologia).
Puleo combinou a sua carreira docente com a investigação e a publicação de numerosos livros e artigos sobre desigualdade entre homens e mulheres, género e feminismo.
Ela foi finalista do Prêmio Nacional de Ensaio para o livro Dialéctica de la sexualidad. Género y sexo en la Filosofia Contemporánea (Dialética da Sexualidade: Gênero e Sexo na Filosofia Contemporânea; 1992).
Em 2004, coordenou a edição do livro Mujeres y Ecología: Historia, Pensamiento, Sociedad (Mulheres e Ecologia: História, Pensamento, Sociedade), que incluía a relação entre o movimento ambientalista e o movimento feminista e diferentes experiências na Espanha e no âmbito internacional.
Em 2011, Puleo publicou Ecofeminismo para otro mundo posible (Ecofeminismo para Outro Mundo Possível), obra na qual além de coletar a história do ecofeminismo e analisar as contribuições do movimento feminista para o meio ambiente, nem sempre reconhecidas, desenvolve sua proposta de o que ela chamou de ecofeminismo crítico ou esclarecido.
Em setembro de 2014, assumiu a direção da Coleção Feminismo da Editorial Cátedra.
Em 2015, publicou o livro coletivo Ecología y género en diálogo interdisciplinar, no qual são analisados os enquadramentos socioculturais que tecem as relações entre os corpos e os ecossistemas que habitam.

## Desigualdade de gênero
O trabalho de Puleo articula-se em torno da preocupação com desigualdade social entre homens e mulheres. Analisa os mecanismos socioculturais que impedem a superação desta desigualdade e os meios que a filosofia feminista oferece para neutralizá-los. Em alguns dos seus estudos sobre o iluminismo francês, ela examina as raízes deste tema pendente das democracias modernas. As obras dedicadas à evolução do conceito de sexualidade na filosofia contemporânea de Arthur Schopenhauer a Georges Bataille configuram-se como uma crítica às teorias legitimadoras da violência às quais ela se referiu com o conceito de “erotismo transgressivo”.
Seu trabalho preencheu a lacuna entre as diferentes correntes da teoria feminista. Em seu ensaio "For a Better World: Alicia Puleo's Critical Ecofeminism", a professora da Universidade da Califórnia em Los Angeles (UCLA), Roberta Johnson, disse: "Ao ir além da divisão polarizadora entre o feminismo da igualdade e da diferença que caracterizou a teoria feminista espanhola nas décadas de 1980 e 1990, Puleo encontrou maneiras de combinar a razão do feminismo da igualdade e o afeto do feminismo da diferença."

## Ecofeminismo
Puleo é reconhecida como uma das pensadoras ecofeministas mais relevantes da atualidade. Roberta Johnson a caracteriza como "indiscutivelmente a mais proeminente explicadora-filósofa da Espanha do movimento mundial ou orientação teórica conhecida como ecofeminismo".
A proposta de Puleo do que ela chamou de ecofeminismo crítico ou esclarecido pode ser considerada uma nova forma não essencialista de ética ambiental em termos de gênero. Ela não considera que as mulheres estejam numa espécie de simbiose com a natureza, mas tem a convicção de que vivemos numa era de crescimento insustentável que torna inevitável a ligação entre o feminismo e a ecologia. Ela sustenta que o enriquecimento mútuo de ambas as perspectivas permitiria construir uma cultura de igualdade e sustentabilidade.
A sua posição está enraizada na tradição esclarecida de análise de doutrinas e práticas opressivas. Reivindica a igualdade e autonomia das mulheres, com atenção principal ao reconhecimento dos direitos sexuais e reprodutivos que, em algumas formas de ecofeminismo, podem ser corroídos em nome da santidade da vida. Aceita os benefícios do conhecimento científico e tecnológico com prudência e atitude vigilante. Promove a universalização dos valores da ética do cuidado, evitando fazer das mulheres salvadoras do planeta. Propõe a aprendizagem intercultural sem prejudicar os direitos humanos das mulheres e afirma a unidade e a continuidade da natureza a partir do conhecimento evolutivo, do sentimento de compaixão e da vontade de justiça para com os animais não humanos, que Other ignorou e silenciou, mas capaz de ansiar, amar e sofrer. Alicia Puleo, Ecofeminismo para otro mundo posible.

## Obras publicadas

### Autoria própria
- Cómo leer a Schopenhauer (1991) Editorial Júcar, Gijón-Madrid, ISBN 8433408097 [em espanhol]
- Dialéctica de la sexualidad. Género y sexo en la Filosofía Contemporánea (1992) Cátedra, Madrid, ISBN 8437610516 [em espanhol]
- La Ilustración olvidada. La polémica de los sexos en el siglo XVIII (1993), AH Puleo, editor. Prólogo de Celia Amorós, com textos de Condorcet, Olympe de Gouges, Montesquieu, D'Alembert e Louise d'Épinay. Antropos, Barcelona. ISBN 9788476584088 [em espanhol]
- Figuras del Otro en la Ilustración francesa. Diderot y otros autores (1996) Escola Livre Editorial, Madri, ISBN 8488816162 [em espanhol]
- Filosofía, Género y Pensamiento crítico (2000) Universidade de Valladolid, ISBN 8484480267 [em espanhol]
- Ecofeminismo para otro mundo posible (2011) Editorial Cátedra. Coleção Feminismo. Madri, ISBN 9788437627298 [em espanhol]

### Autoria coletiva
- La filosofía contemporánea desde uma perspectiva no androcéntrica (1992) AH Puleo, coord., Ministério da Educação e Ciência, Madrid, ISBN 8436923383 [em espanhol]
- Papeles sociales de mujeres y hombres (1995) Alicia H. Puleo e Elisa Favaro, coord., Ministério da Educação e Ciência, Madrid, 1995, ISBN 8436927672 [em espanhol]
- "Philosophie und Geschlecht in Spanien", em Die Philosophin (dezembro de 2002) nº 26, pp. 103–112, ISSN 0936-7586 [em espanhol]
- Mujeres y Ecología. Historia, Pensamiento, Sociedad (2004) Cavana, María Luisa; Puleo, Alícia; Segura, Cristina, eds. , Almudayna, Madri, ISBN 8487090311 [em espanhol]
- '"Gender, Nature and Death" (2005) em De Sotelo, Elisabeth (ed.), New Women in Spain. Social-Political and Philosophical Studies of Feminist Thought, Lit Verlag, Münster/Transaction Publishers, Nova Iorque, 2005, pp. 173–182,ISBN 3825861996 [em inglês
- "Del ecofeminismo clássico al deconstructivo: principais correntes de un pensamento poco conhecido" (2005) em Amorós, Celia, De Miguel, Ana (eds.), Historia de la teoría feminista. De la Ilustración a la globalización, Minerva, Madrid, 2005, pp. 121–152, ISBN 848812354X [em espanhol]
- "Un parcours philosophique: du désenchantement du monde à la compaixão" em L'Esprit créateur (2006) Johns Hopkins University Press, Baltimore, Vol. 46, nº 2, pp. 5–16, ISSN 0014-0767 [em francês]
- “Philosophy, Politics and Sexuality”, in Femenías, María Luisa; Oliver, Amy; Feminist Philosophy in Latin America and Spain (2007) VIPS RODOPI, Amsterdã/Nova York, ISBN 9789042022072 [em inglês]
- "El hilo de Aradna: ecofeminismo, animales y crítica al androcentrismo" in Feminismo Ecológico. Estudos multidisciplinares de género (2007), Universidade de Salamanca [em espanhol]
- El reto de la igualdad de género. Nuevas perspectivas en Ética y Filosofía Política (2008) Alicia H. Puleo, Biblioteca Nueva, Madrid, ISBN 9788497428668 [em espanhol]
- "Libertad, igualdad, sostenibilidad, por un ecofeminismo ilustrado" (2008) em Isegoría. Revista de Filosofia Moral y Política No. 38, Conselho Nacional de Pesquisa Espanhol, Madrid, janeiro-junho de 2008, pp. 39–59,ISSN 1130-2097 [em espanhol]
- Ecología y Género en diálogo interdisciplinar (2015), Plaza y Valdés, ISBN 9788416032433 [em espanhol]
- "Lo personal es político: el surgimiento del feminismo radical" (2005) em Ana de Miguel Álvarez e Celia Amorós, Teoría feminista: de la ilustración a la globalización II, Minerva. pág. 58, ISBN 848812354X [em espanhol]